# والا (فلسفه)
والا (ص ۱ - بلند مرتبه، شریف. ۲ - مقبول، شایسته. ۳ - مشهور. ۴ - برتر. ۵ - (اِ) قد، قامت. ۶ - بیرق، درفش.
والا (جلیل) (به انگلیسی: Sublime)، جلال به معنی عظمت، کبریاء، مجد، سناء و بهاء است. جلیل متصف به جلال است.
فیلسوفان برای این لفظ اوصاف مختلف آورده‌اند:
جلیل، سامی و رائع است که دل ما را تسخیر می‌کند.
جلیل، عظیم است که ما را مقهور می‌کند و به ناتوانی خود آگاه می‌گرداند و در دل ما احساس درد و اندوه تولید می‌کند.
جلیل، هائل است که ما را می‌ترساند و در ذهن ما احساس خطر و مقاومت تولید می‌کند.
کانت، گوید: جلیل و جمیل در یک جنس مندرج‌اند. جز اینکه جمیل را متناهی و جلیل را نامتناهی توصیف می‌کند.
و در حالی که ماهیت و طبیعت جمیل عبارت از انسجام است، طبیعت جلیل، عبارت است از مبارزه عقل و خیال.
می‌توان گفت تصور ما از جلیل متضمن دو عنصر متضاد است: یکی عنصر لذت که ما را به سوی خود می‌کشاند. دوم عنصر الم که ما را از خود می‌راند.
جلیل بر دو قسم است: یکی جلیل ریاضی که متصف به عظمت‌شان است. مانند آسمان که دارای برج‌هاست. دوم جلیل دینامیکی که متصف به نیروی حرکت است مانند باد تند.
امر «والا» (Das Erhabene) نه فقط در زیبایی‌شناسی کانت (نقد قوه حکم) دارای اهمیت فراوان است، بلکه پیشتر در حوزه اخلاق (نقد عقل عملی) است که مورد توجه او قرار می‌گیرد.
رابطه والای زیباشناختی با والای اخلاقی رابطه‌ای متقابل است و والای زیبا شناختی نقش میانجی و واسطه میان محسوس و معقول را ایفا می‌کند.
بدین ترتیب، برتری مطلق والای اخلاقی کانت نه فقط نسبت به والای زیباشناختی، بلکه نسبت به همه چیز، سوای بشریت، ثابت می‌شود.